# Feite Faber
Feite Faber (Nij Beets, 19 februari 1923 – Heerenveen, 7 april 2010) was een Nederlands politicus van de CHU en later het CDA.
Al kort na zijn geboorte verhuisde het gezin richting Gauw omdat zijn vader daar benoemd was tot hoofd van de hervormde school. Zelf volgde hij na de ulo een opleiding tot leerling-scheepwerktuigkundige die hij in 1942 afsloot. Omdat hij als zodanig geen baan kon vinden ging hij werken bij de gemeentesecretarie van Wymbritseradeel en in 1946 maakte hij de overstap naar de gemeentesecretarie van Achtkarspelen. Eind 1947 ging hij als adjunct-commies werken bij de gemeente Barradeel waar hij via commies in 1954 opklom tot hoofdcommies. In 1957 werd hij daar de gemeentesecretaris als opvolger van Pieter Vries die burgemeester van Goudswaard, Nieuw-Beijerland en Piershil was geworden. In juni 1966 werd ook Faber benoemd tot burgemeester en wel van Lemsterland. In 1979 werd hij daarnaast waarnemend burgemeester van Sloten wat hij zou blijven tot die gemeente in januari 1984 opging in de gemeente Gaasterland-Sloten. Drie maanden later ging hij vanwege gezondheidsproblemen vervroegd met pensioen waarna hij naar Heerenveen verhuisde. Daar overleed Faber in 2010 op 87-jarige leeftijd.